# Åker, Södra Unnaryds distrikt
Åker är en by i Södra Unnaryds distrikt (Södra Unnaryds socken) i västra Småland som sedan 1974 tillhör Hylte kommun och Hallands län. Byn ligger fem kilometer norr om tätorten Unnaryd, nära vägskälet där länsväg N 887 utgår från länsväg N 876. Strax norr om byn ligger de båda sjöarna Sörsjön och Hallasjön.